# Suicidal Tendencies

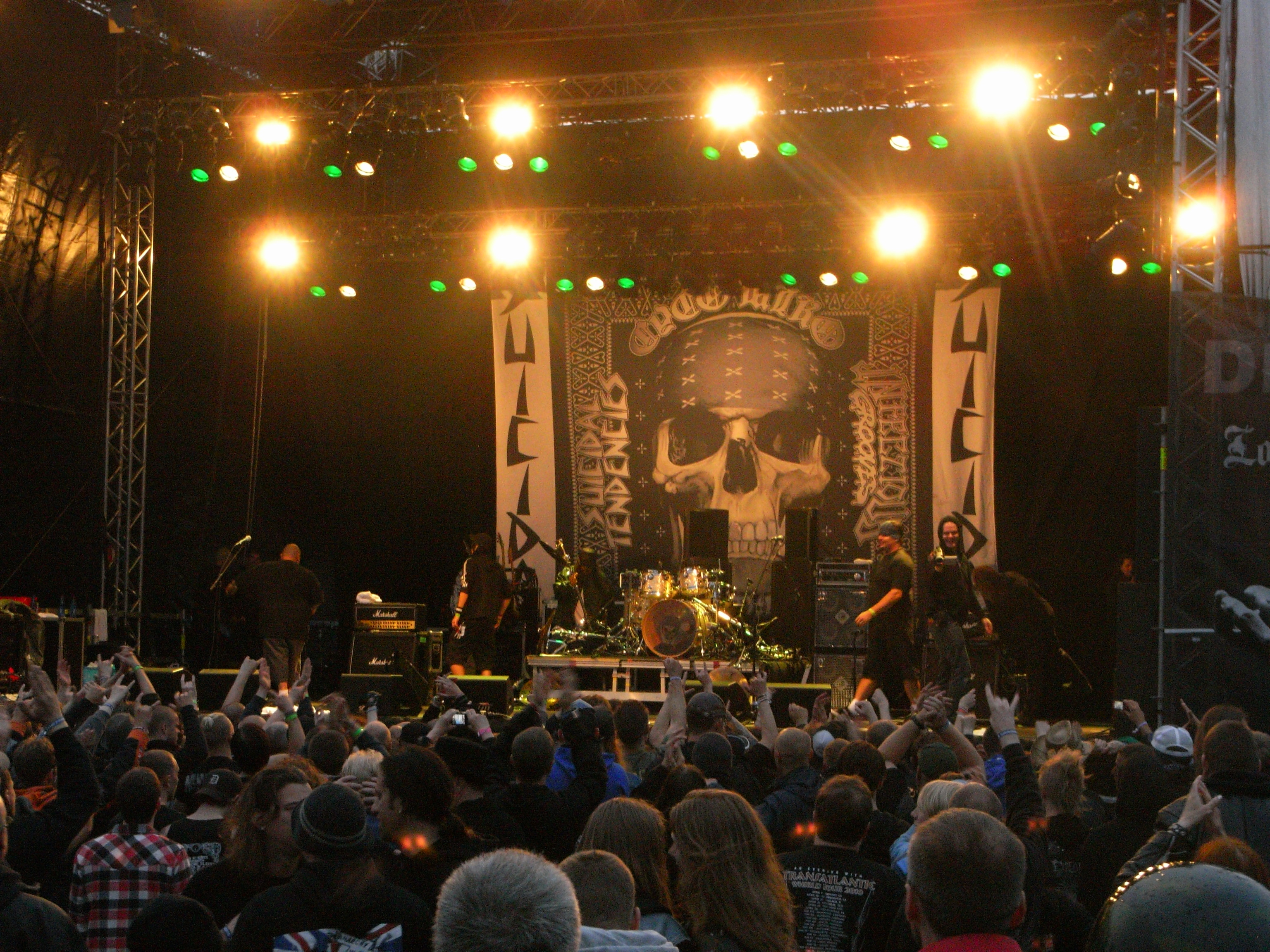
Suicidal Tendencies 2010

Suicidal Tendencies é uma banda americana de hardcore punk e crossover thrash, formada em 1981 em Venice (Los Angeles), Califórnia. O vocalista e letrista Mike Muir (também conhecido como "Cyco Miko") é o único membro original que ainda faz parte do grupo. Citados muitas vezes como o criador do gênero skate punk, desde o início da carreira, a banda inclui influências de heavy metal, thrash metal, funk e até mesmo rap.
Apesar do Suicidal Tendencies nunca ter feito muito sucesso comercial eles são muito respeitados por terem sido uma das primeiras bandas a misturar hardcore com thrash metal,  resultando no chamado crossover thrash.

## História
O Suicidal Tendencies começou sua história criando muita polêmica. Era início da década de 1980 e quatro jovens de origem latina, que moravam em Venice, Los Angeles, formaram o grupo. O quarteto era Mike Muir, líder do grupo, Louiche Mayorga, Grant Estes e Amery Smith. Com um visual diferente, que chamava atenção por ter inspirações nas culturas latina e negra, o grupo começou a ganhar público, de punks a skatistas.
A fama trouxe também problemas para o Suicidal. A polícia estava sempre na cola do grupo, porque os concertos costumavam ser palco para brigas entre gangues. A banda foi muitas vezes associada aos Crips e Sureños. A roupa de cor azul, o lenço que Mike Muir tornou na sua imagem de marca, e o uso repetido do número 13 eram apontados como indícios desse envolvimento com gangues. O problema se agravou com a chegada do primeiro álbum, em 1983, que levava o nome do grupo, e com a turnê que iniciaram pelos Estados Unidos. Nesta época, a banda não tinha dinheiro suficiente e muitas vezes chegaram a tocar de graça ou em troca de alguns poucos dólares.
O PMRC (Parents Music Resource Center), espécie de censura americana às canções, iniciou uma perseguição ao grupo. Alegavam que o nome, a postura e as letras do Suicidal eram ofensivas. Toda a polêmica em torno deles trazia mais fãs, até que a justiça conseguiu a proibição dos concertos do grupo durante cinco anos. A gravadora interveio na situação e negociou o prazo para dois anos.
Passado o recesso, o Suicidal lançou o álbum Join the Army e viu a canção "Possessed to Skate" se tornar um sucesso. Quando parecia que tudo estava bem, Mike Muir viu seus três companheiros deixarem o grupo. Entraram no lugar Rocky George, Ralph Herrera e Bob Heathcote. O líder queria um som mais pesado ainda e sentia a falta de mais um guitarrista no grupo. Muir convocou Mike Clark para a tarefa. Muir tinha sido convidado em 1985 para integrar como vocalista da banda de Mike Clark, No Mercy, e acabou desta forma por lhe retribuir o convite. Alguns dos temas posteriormente re-gravados pelos Suicidal eram originais dos No Mercy, incluindo Waking the dead, Controlled by hatred e Master of no mercy.
Passado o período de adaptação, era hora de mostrar trabalho. O terceiro disco, How Will I Laugh Tomorrow When I Can't Even Smile Today, saiu em 1988. Logo em seguida, entra novo baixista no grupo, o futuro membro dos Metallica, Robert Trujillo. Em 1989 sai Controlled By Hatred/Feel Like Shit...Déjà Vu, uma compilação de temas lançados em EP, já com a contribuição de Robert Trujillo, creditado no álbum como "Stymee". Este álbum é muitas vezes tido como uma referência dentro do estilo Crossover thrash, e foi o primeiro de três álbuns dos Suicidal Tendencies a chegar ao ouro. Os problemas também voltaram, e o PMRC continuou na cola do grupo e, em 1990, após muita pressão, realizaram um álbum menos polêmico, Lights...Camera...Revolution!, que foi um enorme sucesso comercial apesar de alguns fãs não terem gostado e os acusarem de se vender. As influencias funk de Robert Trujillo eram cada vez mais evidentes na sonoridade do grupo, e o próprio Muir não o negava, bem pelo contrário. Isso ficou evidente quando em 1991, Muir e Trujillo fundaram a banda de funk metal Infectious Grooves. Em 1992, os Suicidal lançaram The Art of Rebellion, um álbum muito diferente de tudo o que tinham feito até então, apresentando um som mais melódico e acessível a todos, com menos influencias hardcore e thrash. Apesar de criticado pelos fãs do som mais rápido dos álbuns anteriores, este acabou por ser o álbum com maior sucesso comercial gravado pelos Suicidal Tendencies. Com toda a exposição nos mídia, os Suicidal Tendencies foram ficando cada vez menos relevantes no meio underground, e quando uma tentativa de regresso a um som mais pesado foi colocada nas lojas, Suicidal for Life, repercutiu muito mal, e a banda percebeu que era hora de parar, acabando por se separar.
Prime Cuts, saiu em 1997, e era uma compilação dos maiores sucessos da banda, que aparentemente saiu para o mercado contra sua vontade, por imposição da Epic. Nesse mesmo ano Mike Muir voltou a formar a banda e em 1998, eles lançaram o EP Six the Hard Way, com o primeiro material novo em quase 5 anos. Nesse álbum a banda regressou ao seu antigo estilo punk hardcore, e a mudança foi bem recebida pelos fãs. Mantendo essa orientação, lançaram Freedumb em 1999, um álbum que foi mal acolhido pelos críticos, mas considerado pelos fãs como o álbum regresso dos Suicidal ao estilo punk hardcore. No ano seguinte lançaram Free Your Soul and Save My Mind, um álbum muito bem recebido por todos, com um som mais progressivo e funk. Mas a alegria dos fãs durou pouco, outro recesso estava por vir.
Em 2003, o Suicidal realizou a turnê Eastpak Resistance, que acabou trazendo conseqüências para Mike Muir. No primeiro concerto da turnê ele machucou a coluna. Como não queria prejudicar o grupo, acabou deixando de lado o problema e continuou a viagem. A lesão piorou e no dia 23 de dezembro de 2003, ele foi internado para uma cirurgia de emergência. Sem previsão para o retorno, o projeto de entrar no estúdio foi adiado. Em março de 2013 a banda lançou o disco 13, seu primeiro álbum com músicas totalmente inéditas no prazo de 13 anos.

## Membros da banda
Atuais
- Mike "Cyco Miko" Muir – vocal (1980–presente)
- Dean Pleasants – guitarra (1995–presente)
- Ben Weinman – guitarra  (2018–presente)
- Tye Trujillo – baixo (2021–presente)
- Jay Weinberg – bateria (2021–presente)

Antigos